# 健康城市
健康城市在1981年開始由世界衛生組織開始推動，由世界衛生組織所顯示的資料指出，超過百萬人口的城市有112個，最遲至2025年，全世界逾60%人口會居住在城市中。
工業化社會所帶來的問題，包括衛生、污染、環保、生態等問題，將愈來愈嚴重，世界衛生組織開始推動健康城市概念，期望人口密集的城市不只是生活緊張、環境污染等負面影響，也應該讓城市是健康、樂活的。

## 定義[1]
世界衛生組織為健康城市所下的定義，認為健康城市是定義一個過程，而不是一個結果：

- 健康城市不只是實現了特定的健康狀況。
- 健康城市是對健康意識的持續改善，基於此，任何城市無論其目前的主客觀條件，都可以是個「健康城市」。
- 「健康城市」所需要的是實踐此一目標的進程與結構。
- 「健康城市」能不斷改善自然及社會環境，擴大社會資源，使居民能夠在生活中發展其最大潛力。